# 玉环县县长列表

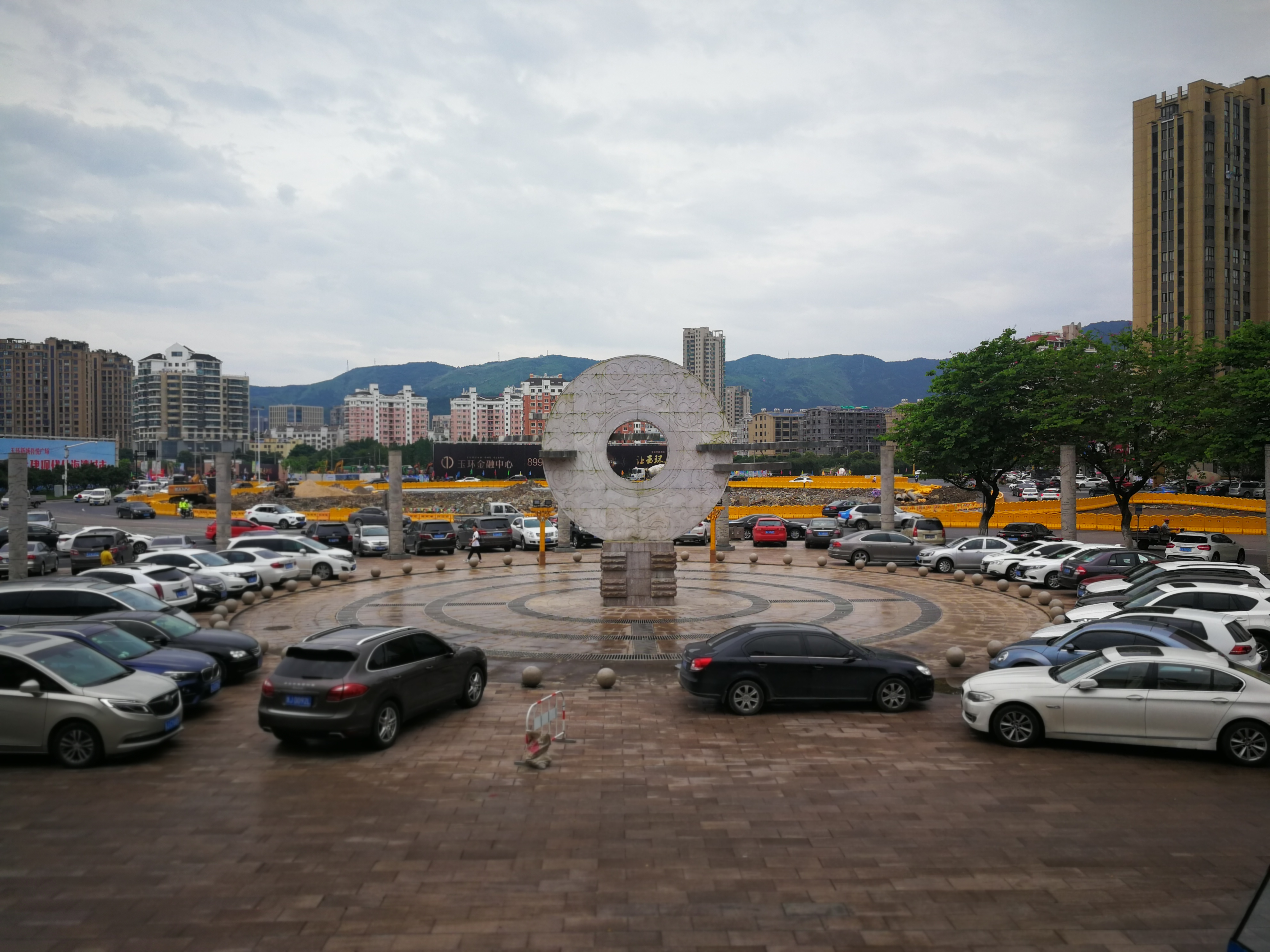
玉环大剧院前的玉环雕塑，这是玉环的标志性建筑之一

玉环县县长列表列出了自1912年2月至2017年4月共105年期间，玉环县的全部51位县长。他们担任玉环县行政机关的最高行政长官。其中，中華民國大陸時期的县长共有32位（包括县知事20位，知事为县长的前称），中华人民共和国成立後的县长共有19位。另外，清朝时的玉环厅共有同知92任、89人，列出于清朝玉环厅同知列表。
玉环县是位于浙江省台州市的一个县。民国元年（1912年）2月，原设于1728年的玉环厅撤销，改设玉环县，首任知事为朱燊；民国16年（1928年），县知事改称“县长”，首任县长为谢乃绩。1949年4月6日，解放军部队攻占玉环县城，俘虜时任县长毛止熙。之后，丁世祥担任玉环县县长。2017年4月，玉环县撤县设市，改称玉环市，吴才平成为玉环县最后一任县长及玉环市首任市长。

## 历史

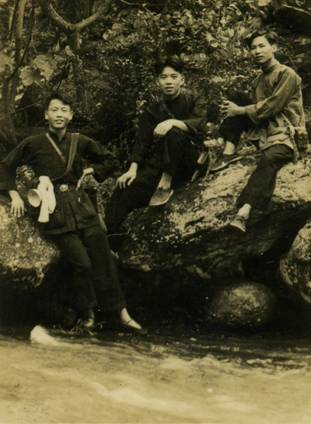
1947年中共玉环区委成员，中间者为解放军攻占玉环后玉环县的首任县长丁世祥

清朝时，玉环厅首任同知为张坦熊，称“温台玉环清军饷捕同知”。这之后上任的同知称为“玉环厅同知”或“玉环分府同知”。雍正六年（1728年）至宣统三年（1911年），玉环厅共有历任同知92任、89人。1911年，中华民国建立前夕，时任玉环同知成章因惧怕辛亥革命形势而逃离。玉环人民推举耿灿东为佐治员，襄办厅事。次年2月，中华民国成立，玉环改厅为县，为玉环县。当时，玉环实行地方自治，行政长官称为“玉环县知事”。首任知事是朱燊。民国十六年（1927年），县公署改称县政府，县知事亦改称“县长”。首任县长为谢乃绩。民国时期的玉环县知事和县长，均由省政府委任遣派，民国元年（1912年）到民国三十八年（1949年），县知事、县长合计到任32人，未到任3人。其中知事到任20人，县长到任12人。未到任的知事1人，未到任的县长2人。
1949年4月6日，解放军部队分三路进入环山镇，并在次日凌晨发动战斗，7时战斗结束，解放军攻占玉环县城，俘虜时任玉环县县长毛止熙。4月14日，中共玉环县委成立，玉环县民主政府（后改名为玉环县人民政府）同时成立，其行政首长为县长。最初，县长由县委书记兼任。中华人民共和国时期的首任县长为丁世祥。1954年7月前，县长职位由上级任命确定。1955年11月，玉环县首届人民代表大会第三次会议决议，改玉环县人民政府为“玉环县人民委员会”，选举产生委员，在委员中选举产生县长、副县长。之后县长这一职位，均为历届玉环县各界人民代表会和玉环县人民代表大会选举产生。1959年4月1日至1962年4月1日，玉环县建置曾一度撤销，并入温岭县。建置恢复后，1966年夏，受文革冲击，玉环县人民委员会瘫痪。1969年6月1日，玉环县革命委员会成立，党政合一，取代原中共玉环县委、玉环县人民委员会。玉环县革命委员会内设主任1人、副主任数人。玉环县革命委员会主任、副主任由省革命委员会选拔任命，相当于行使县长、副县长的职权，而历任主任仅王作义一人。1981年11月5日，玉环县第七届人民代表大会第一次会议上，决议复建玉环县人民政府，选举产生县长1人、副县长6人。1949年4月至2017年4月，玉环县共有县长32人。
2017年4月9日，经国务院批准，同意撤销玉环县，设立县级玉环市，以原玉环县的行政区域为玉环市的行政区域。2017年5月13日，玉环召开撤县设市大会。时任玉环县县长的吴才平成为玉环县最后一任县长及玉环市首任市长。自1912年到2017年玉环撤县设市，玉环共有县长51人。

## 列表
| 中华民国时期知事（1912年－1927年）             | 中华民国时期知事（1912年－1927年） | 中华民国时期知事（1912年－1927年） | 中华民国时期知事（1912年－1927年）       | 中华民国时期知事（1912年－1927年）       | 中华民国时期知事（1912年－1927年）       | 中华民国时期知事（1912年－1927年）       | 中华民国时期知事（1912年－1927年）                    |
| 任次                                           | 姓名                               | 籍貫                               | 上任日期                                 | 上任日期                                 | 卸任日期                                 | 卸任日期                                 | 备注                                                  |
| ---------------------------------------------- | ---------------------------------- | ---------------------------------- | ---------------------------------------- | ---------------------------------------- | ---------------------------------------- | ---------------------------------------- | ----------------------------------------------------- |
| 1                                              | 朱燊                               |                                    | 1912年1月                                | 1912年1月                                | 未知                                     | 未知                                     |                                                       |
| 2                                              | 詹泰钟                             |                                    | 只知1912年6月在任                        | 只知1912年6月在任                        | 只知1912年6月在任                        | 只知1912年6月在任                        | 只知1912年6月在任                                     |
| 3                                              | 蔡□□                               |                                    | 只知1912年10月在任；姓名后两字不明       | 只知1912年10月在任；姓名后两字不明       | 只知1912年10月在任；姓名后两字不明       | 只知1912年10月在任；姓名后两字不明       | 只知1912年10月在任；姓名后两字不明                    |
| 4                                              | 於振越                             | 浙江黄岩                           | 1912年11月                               | 1912年11月                               | 1913年1月                                | 1913年1月                                |                                                       |
| 5                                              | 汤鼎梅                             |                                    | 1913年1月20日                            | 1913年1月20日                            | 1913年9月                                | 1913年9月                                | 代理                                                  |
| 6                                              | 张梦奎                             |                                    | 1913年9月                                | 1913年9月                                | 未知                                     | 未知                                     | 由武义县知事与於振越对调来玉                          |
| 7                                              | 徐育姺                             |                                    | 上任与卸任时间不明                       | 上任与卸任时间不明                       | 上任与卸任时间不明                       | 上任与卸任时间不明                       | 上任与卸任时间不明                                    |
| 8                                              | 钱沫华                             |                                    | 1914年12月                               | 1914年12月                               | 未知                                     | 未知                                     | 代理                                                  |
| 9                                              | 汤鼎梅                             |                                    | 未知                                     | 未知                                     | 1915年8月26日                            | 1915年8月26日                            |                                                       |
| 10                                             | 秦联元                             |                                    | 1915年8月26日                            | 1915年8月26日                            | 未知                                     | 未知                                     | 署理                                                  |
| 11                                             | 吕衡                               |                                    | 代理；只知1916年12月前已在任             | 代理；只知1916年12月前已在任             | 代理；只知1916年12月前已在任             | 代理；只知1916年12月前已在任             | 代理；只知1916年12月前已在任                          |
| 12                                             | 李景枚                             |                                    | 1918年3月                                | 1918年3月                                | 1918年4月                                | 1918年4月                                | 4月调省，5月10日卸任                                  |
| 13                                             | 江恢阅                             |                                    | 1918年4月                                | 1918年4月                                | 1919年12月10日                           | 1919年12月10日                           | 4月署，5月10日接任                                    |
| 14                                             | 江宗濂                             | 上海                               | 1919年12月                               | 1919年12月                               | 1920年11月                               | 1920年11月                               | 署理；1919年12月10日署，1920年11月25日调省            |
| 15                                             | 魏佑孚                             |                                    | 1920年11月                               | 1920年11月                               | 1921年1月7日                             | 1921年1月7日                             | 署理；11月25日署，后另有差委                          |
| 16                                             | 丁德威                             |                                    | 1921年1月22日                            | 1921年1月22日                            | 1922年2月18日                            | 1922年2月18日                            | 1月7日署，1月22日接任                                 |
| 17                                             | 程荫谷                             | 江西                               | 1922年2月                                | 1922年2月                                | 1924年4月30日                            | 1924年4月30日                            | 2月18日署，4月1日接任                                 |
| 18                                             | 卢鸿湜                             |                                    | 1924年4月30日                            | 1924年4月30日                            | 1925年4月24日                            | 1925年4月24日                            |                                                       |
| 19                                             | 傅孟                               |                                    | 1925年4月24日                            | 1925年4月24日                            | 1926年5月29日                            | 1926年5月29日                            |                                                       |
| －                                             | 章喆                               |                                    | 未到任                                   | 未到任                                   | 未到任                                   | 未到任                                   | 未到任                                                |
| 20                                             | 沈陈启                             |                                    | 1926年5月                                | 1926年5月                                | 1927年4月                                | 1927年4月                                | 5月至8月21日系署理，后正式上任                        |
| 中华民国时期县长（1927年－1949年4月）          |                                    |                                    |                                          |                                          |                                          |                                          |                                                       |
| 1                                              | 谢迺绩                             | 浙江绍兴                           | 1927年4月13日                            | 1927年4月13日                            | 1928年3月5日                             | 1928年3月5日                             |                                                       |
| 2                                              | 张乐                               | 浙江仙居                           | 1928年4月1日                             | 1928年4月1日                             | 1929年1月25日                            | 1929年1月25日                            |                                                       |
| 3                                              | 张玉麟                             | 江苏宜兴                           | 1929年2月                                | 1929年2月                                | 1933年6月                                | 1933年6月                                |                                                       |
| 4                                              | 卢云琛                             | 浙江东阳                           | 1933年6月                                | 1933年6月                                | 1936年3月                                | 1936年3月                                | 代理                                                  |
| 5                                              | 赖舜纯                             | 广东梅县                           | 1936年4月                                | 1936年4月                                | 1937年1月                                | 1937年1月                                |                                                       |
| 6                                              | 李裕光                             | 浙江东阳                           | 1937年2月                                | 1937年2月                                | 1937年12月                               | 1937年12月                               | 代理                                                  |
| －                                             | 於树峦                             |                                    | 1937年11月30日省府会议决定任命，但未到任 | 1937年11月30日省府会议决定任命，但未到任 | 1937年11月30日省府会议决定任命，但未到任 | 1937年11月30日省府会议决定任命，但未到任 | 1937年11月30日省府会议决定任命，但未到任              |
| 7                                              | 方引之                             | 浙江奉化                           | 1937年12月24日                           | 1937年12月24日                           | 1940年11月13日                           | 1940年11月13日                           |                                                       |
| 8                                              | 以定邦                             | 广西义宁                           | 1940年11月13日                           | 1940年11月13日                           | 1946年2月5日                             | 1946年2月5日                             | 开始系代理，12月19日正式上任；后调离，3月16日正式离职 |
| －                                             | 孙宾甫                             |                                    | 1941年11月省府会议决定任命，但未到职     | 1941年11月省府会议决定任命，但未到职     | 1941年11月省府会议决定任命，但未到职     | 1941年11月省府会议决定任命，但未到职     | 1941年11月省府会议决定任命，但未到职                  |
| 9                                              | 李文倥                             |                                    | 上任与卸任时间不明                       | 上任与卸任时间不明                       | 上任与卸任时间不明                       | 上任与卸任时间不明                       | 上任与卸任时间不明                                    |
| 10                                             | 姚莲生                             | 浙江瑞安                           | 1946年2月5日                             | 1946年2月5日                             | 1947年5月                                | 1947年5月                                | 2月5日代理，3月16日到任                               |
| 11                                             | 王思本                             | 浙江温州                           | 1947年3月                                | 1947年3月                                | 1948年9月9日                             | 1948年9月9日                             | 5月2日接任，后调省                                    |
| 12                                             | 毛止熙                             | 浙江玉环                           | 1948年9月9日                             | 1948年9月9日                             | 1949年4月7日                             | 1949年4月7日                             | 代理，玉环解放后被俘                                  |
| 中华人民共和国时期县长（1949年4月－2017年4月） |                                    |                                    |                                          |                                          |                                          |                                          |                                                       |
| 任次                                           | 姓名                               | 籍貫                               | 生卒年份                                 | 入党年份                                 | 上任日期                                 | 卸任日期                                 | 备注                                                  |
| 1                                              | 丁世祥                             | 浙江玉环                           | 1925年－ 2006年3月28日                   | 1944年8月                                | 1949年4月14日                            | 1952年10月                               | [ 7 ] [ 8 ]                                           |
| 2                                              | 黄乐平                             | 浙江乐清                           |                                          |                                          | 1952年10月                               | 1954年7月                                |                                                       |
| 3                                              | 郑云卿                             | 浙江玉环                           |                                          |                                          | 1954年7月                                | 1958年6月                                |                                                       |
| 4                                              | 王权                               | 浙江乐清                           | 1919年－ 2018年8月5日                    |                                          | 1958年6月                                | 1959年3月                                |                                                       |
| 1959年4月－1962年4月，玉环县建置撤销           |                                    |                                    |                                          |                                          |                                          |                                          |                                                       |
| 5                                              | 卜宪祚                             | 山东日照                           | 1921年7月1日－                           | 1946年‌9月1日                             | 1962年3月                                | 1966年4月                                |                                                       |
| 6                                              | 张植辉                             | 浙江仙居                           | 1930年7月－ 2012年4月11日                | 1952年9月                                | 1966年4月                                | 1969年5月                                |                                                       |
| 7                                              | 王作义                             | 山东临沭                           | ？－ 1995年12月                          | 1946年11月                               | 1969年5月                                | 1981年11月                               | 玉环县革命委员会主任                                  |
| 8                                              | 李振旺                             | 浙江玉环                           |                                          |                                          | 1981年11月                               | 1983年11月                               |                                                       |
| 9                                              | 单学标                             | 浙江临海                           |                                          |                                          | 1984年1月                                | 1989年8月                                |                                                       |
| 10                                             | 杨仁争                             | 浙江天台                           |                                          |                                          | 1989年8月                                | 1990年2月                                | 代理                                                  |
| 11                                             | 林耘                               | 浙江三门                           |                                          |                                          | 1990年1月                                | 1992年11月                               | 1990年1月至5月期间代理                                |
| 12                                             | 樊友来                             | 浙江温岭                           | 1954年2月                                |                                          | 1992年11月                               | 1995年12月                               | 1992年11月至1993年4月期间代理                         |
| 13                                             | 诸葛彩华                           | 浙江温岭                           | 1956年9月                                | 1976年10月                               | 1995年10月                               | 1997年9月                                |                                                       |
| 14                                             | 蒋永志                             | 浙江临海                           | 1955年8月                                | 1975年5月                                | 1997年9月                                | 2000年4月                                |                                                       |
| 15                                             | 李剑飞                             | 浙江仙居                           | 1958年3月                                | 1978年5月                                | 2000年4月                                | 2002年12月                               |                                                       |
| 16                                             | 陈伟义                             | 浙江天台                           | 1960年6月                                | 1983年1月                                | 2002年12月                               | 2005年5月                                |                                                       |
| 17                                             | 王国忠                             | 浙江宁波                           | 1958年3月                                | 1986年6月                                | 2005年5月                                | 2011年7月                                |                                                       |
| 18                                             | 林先华                             | 浙江温岭                           | 1968年2月                                | 1993年6月                                | 2011年7月                                | 2016年7月                                |                                                       |
| 19                                             | 吴才平                             | 浙江仙居                           | 1969年3月                                | 1993年1月                                | 2016年7月                                | 2017年4月9日                             | [ 17 ] [ 11 ]                                         |